# Tombos
Tombos är en kommun i Brasilien.   Den ligger i delstaten Minas Gerais, i den sydöstra delen av landet, 800 km sydost om huvudstaden Brasília. Antalet invånare är 9 542.
Följande samhällen finns i Tombos:
- Tombos

Omgivningarna runt Tombos är huvudsakligen savann. Runt Tombos är det ganska tätbefolkat, med 72 invånare per kvadratkilometer.